# Staurogyne bicolor
Genre
Espèce
Statut de conservation UICN

 VU B1ab(iii)+2ab(iii) : Vulnérable
Staurogyne bicolor (Mildbr.) Champl. est une espèce de plantes à fleurs de la famille des Acanthaceae et du genre Staurogyne. C'est une plante herbacée endémique du Cameroun.

## Description
C'est une herbe stolonifère à tige succulente, pouvant atteindre 20 cm de hauteur.

## Distribution
Endémique du Cameroun, mais commune, elle a été observée dans quatre régions (Sud-Ouest, Littoral, Centre, Sud).

## Habitat
Cette plante pousse dans les forêts tropicales, souvent dans les régions sub-montagnardes près de l’eau[réf. souhaitée].

## Dangers
Elle est en danger puisqu’elle s’étend pour arriver aux forêts de 1 000 m d’altitude et se trouve alors face à la déforestation et à l’expansion urbaine.